# Aspects sociologiques de l'autisme
Les aspects sociologiques et culturels de l'autisme sont des aspects qui entrent en jeu dans la reconnaissance des troubles du spectre de l'autisme, dans l'approche des services de soutien et  traitements potentiels, et dans la façon dont les personnes autistes perçoivent leur environnement. La communauté autiste est divisée principalement en deux camps, le mouvement pour les droits des personnes autistes qui demande l'acceptation pleine des personnes avec leur handicap, et le mouvement en faveur du soin de l'autisme, qui soutient la recherche d'un traitement curatif et d'un dépistage prénatal.
De nombreux événements et célébrations existent, notamment la Journée mondiale de la sensibilisation à l'autisme, le dimanche de l'autisme et la journée de la fierté autiste. L'autisme est plus souvent diagnostiqué chez les hommes que chez les femmes.

## Terminologie
Bien que certains préfèrent utiliser l'expression personne avec autisme, la plupart des membres de la communauté autiste emploient personne autiste, pour souligner que l'autisme fait partie de leur identité, plutôt qu'une maladie qu'ils ont. En outre, des formules comme souffrir d'autisme sont inacceptables pour de nombreuses personnes.
La communauté autiste a développé des abréviations pour des termes couramment utilisés, tels que :
- aspie – une personne avec le syndrome d'Asperger ;
- autie – une personne autiste. Il peut être comparé avec aspie pour se référer aux personnes spécifiquement diagnostiquées avec l'autisme classique[2] ;
- autistes et cousins (AC) – un terme qui couvre les aspies, les auties, et leurs « cousins », c'est-à-dire les personnes qui ont certains traits autistiques, mais sans avoir de diagnostic formel[3] ;
- curebie – une personne avec le désir de guérir de l'autisme. Ce terme est très péjoratif[4] ;
- neurodiversité – tolérance des personnes, indépendamment de leur(s) condition(s) neurologique(s)[5] ;
- neurotypiques (NT) – une personne qui n'a pas de troubles neurologiques. Le terme est souvent utilisé pour décrire une personne qui n'est pas sur le spectre de l'autisme ;
- allistic – une personne qui n'est pas autiste, mais qui peut — ou qui peut ne pas — être neurodivergente par ailleurs. Par exemple, une personne dyslexique, ou quelqu'un qui a un TDAH[6],[7]. À l'origine, et le plus souvent actuellement encore, il était utilisé de façon humoristique par jeu de mots pour décrire les personnes sans autisme[8].

Troubles du spectre autistique est la nouvelle classification de la cinquième édition du DSM-5, mise à jour par l'association américaine de psychiatrie (APA). Aux États-Unis, le DSM est une autorité universelle de diagnostic psychiatrique.

## Aperçu

### Adultes autistes
La communication et les problèmes sociaux sont souvent sources de difficultés dans de nombreux domaines de la vie quotidienne pour un adulte autiste. Une étude de 2008 a constaté que les adultes avec TSA éprouvent souvent des difficultés à créer des interactions sociales, désirant une plus grande intimité, un profond sentiment d'isolement et font des efforts pour développer une plus grande conscience sociale ou personnelle.
Les adultes autistes se marient dans une proportion beaucoup plus faible que la population générale. L'hypothèse selon laquelle les personnes autistes ont tendance à se mettre en couple entre elles et à élever des enfants autistes a été émise ; cette hypothèse a été publiée dans la presse populaire, mais n'a pas été testée empiriquement.
Baron-Cohen a dit que la société qui devient de plus en plus technologique a ouvert des niches pour les personnes ayant le syndrome d'Asperger, qui peuvent ainsi choisir des domaines qui sont « très systématisés et prévisibles ».

### Autistes savants
Un autiste savant est une personne autiste qui a un talent remarquable dans un ou plusieurs domaines. Bien qu'il existe une association entre le syndrome du savant et l'autisme (une association rendue populaire par le film de 1988 Rain Man), la plupart des personnes autistes ne sont pas des savantes. Une personne autiste sur dix peut avoir des capacités notables, mais des savants prodiges tels que Stephen Wiltshire sont très rares ; environ 100 personnes seulement ont été décrites et identifiées dans le siècle depuis que les savants ont été identifiés, et il y a environ 25 savants seulement, identifiés et encore vivants dans le monde.

### Aspects de genre

#### Femmes sur le spectre de l'autisme
L'autisme est considéré comme une affection qui touche principalement les hommes, avec des taux de diagnostics posés jusqu'à quatre fois supérieurs aux femmes (autisme classique ou syndrome d'Asperger). Les femmes autistes sont « orphelines de la recherche », selon Ami Klin de Yale ; certains médicaments utilisés pour traiter l'anxiété ou l'hyperactivité, qui peuvent accompagner l'autisme, sont rarement testés sur les femmes assignées autistes. L'autisme peut s'exprimer de manière différentes entre les sexes. Les femmes assignées peuvent être plus préoccupées par la façon dont elles sont perçues par leurs pairs, et l'incapacité de communiquer avec des personnes à l'extérieur de leur famille immédiate pourrait conduire à de graves troubles d'anxiété ou de dépression clinique. Les femmes assignées autistes qui ont une intelligence normale peuvent être socialement plus défavorisées que les hommes en raison de la « montée du niveau de l'interaction sociale qui arrive en milieu scolaire », quand « les amitiés entre les filles sont souvent basées sur l'attention aux sentiments et aux nombreuses et rapides nuances de la communication. » Les femmes autistes peuvent en plus souffrir d'être placées dans des établissements d'éducation spécialisés, où elles seront entourées d'hommes et seront d'autant plus isolées des contacts sociaux avec les femmes. Bien que l'échantillon est trop petit pour tirer des conclusions fermes, une étude suggère que les femmes assignées autistes sont moins susceptibles que les hommes assignés de se marier, avoir une famille, aller à l'université, avoir un emploi et vivre en autonomie. Les femmes assignées peuvent également se distinguer des hommes en termes d'intérêts ; les femmes autistes ont rarement des intérêts pour les chiffres ou les connaissances spécialisées. Le profil de l'autisme peut changer à mesure qu'on comprend mieux les femmes, chez qui l'autisme peut être sous-diagnostiqué.
Il y a beaucoup de sites web anglophones de défense et de soutien par les pairs pour les femmes autistes comme Autism women's network en Amérique ; en France, il existe l'Association francophone de femmes autistes. Certaines autrices diagnostiquées ont écrit des livres autobiographiques sur la façon dont elles vivaient en étant sur le spectre de l'autisme. Voir ci-dessous une liste de certains ouvrages non-fictionnels écrits par des autrices et/ou visant spécifiquement un public féminin.
- (en) Tony Attwood et al., Asperger's and Girls.
- Julie Dachez, La Différence invisible.
- Julia March, La fille pas sympa. La vie chaotique et turbulente d'une jeune autiste Asperger.
- (en) Élèves de Limpsfield Grange, M is for Autism : roman dont le sujet porte sur une fille avec autisme.
- (en) Liane Holliday Willey, Safety Skills for Asperger Women : How to Save a Perfectly Good Female Life.
- (en) Shana Nichols, Gina Moravcik et Samara Tettenbaum, Girls Growing Up on the Autism Spectrum.
- (en) Eileen Riley Hall, Parenting Girls on the Autism Spectrum : Overcoming the Challenges and Celebrating the Gifts.
- Rudy Simone, L'Asperger au féminin.

Célèbres femmes autistes :
- Temple Grandin, qui a écrit de nombreux livres et qui a donné de nombreuses conférences sur l'autisme ;
- Daryl Hannah, une actrice populaire avec autisme qui rencontrent des difficultés avec l'anxiété et qui a donné des interviews sur la façon dont sa vie en a été affectée ;
- Rosie Roi, une personne autiste issue d'une famille dont plusieurs frères et sœurs sont autistes, qui a été le sujet d'un court documentaire intitulé My Autism and Me et qui a fait une présentation lors d'une conférence TED ;
- Valérie Paradiz, une femme autiste qui a été une ardente défenseure de la conception de programmes pour les personnes autistes ;
- Donna Williams, une écrivaine australienne, artiste, chanteuse, auteure-compositrice, scénariste et sculptrice.

#### Autres questions liées au genre
Au cours des dernières années, certaines personnes ont suggéré des liens entre l'autisme et les personnes transgenres,. Cette question n'a pas été sans controverses, et elle est susceptible de confusion ; existe-t-il une corrélation, comme certains l'affirment, en raison d'une caractéristique innée de l'autisme qui peut également causer des conflits inhabituels avec le sexe ou le genre ? Ou est-ce, comme d'autres le prétendent, simplement le résultat d'un groupe de personnes qui éprouvent de la difficulté à se conformer à des normes sociales, notamment celles liées au genre, au sexisme et aux stéréotypes de genre ?

### Relations avec les animaux

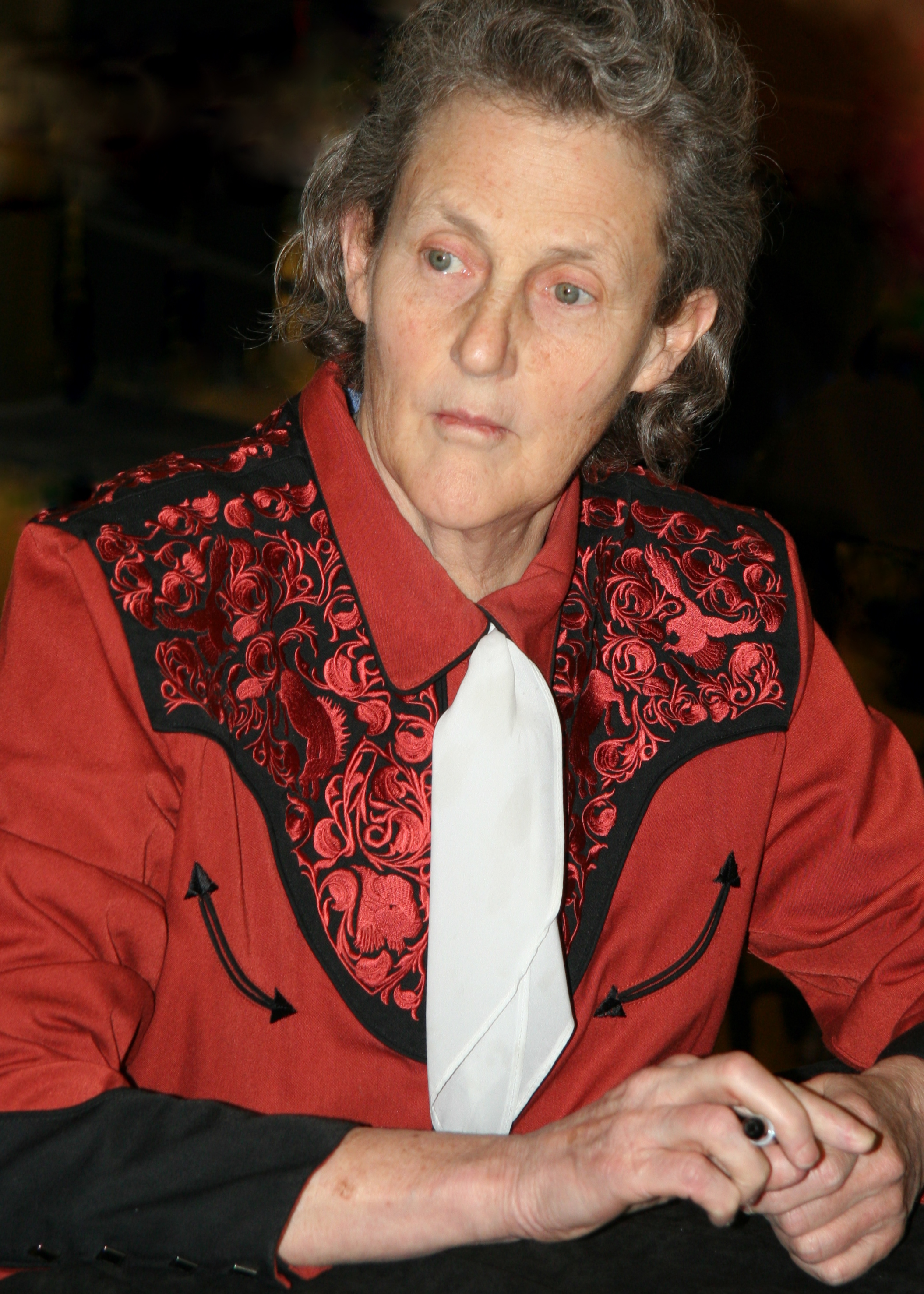
Temple Grandin.

Temple Grandin, autiste conceptrice de systèmes de manutention bovins, a déclaré que l'une des raisons qui fait qu'elle peut facilement comprendre la façon dont une vache réagit tient au fait que les personnes autistes peuvent facilement « penser de la façon dont les animaux pensent ». Selon elle, les animaux n'ont pas de « complexes émotionnels tels que la honte ou la culpabilité » et ils ne pensent pas dans le langage. Elle dit que, bien que toutes les caractéristiques des animaux ne sont comme celles des personnes autistes, la similitude est leur pensée visuelle et sans la langue. Elle dit que les gens ne font pas ce lien car l'étude de l'autisme et du comportement animal sont des disciplines parallèles impliquant des individus différents. Malgré ces similitudes, le degré auquel les personnes autistes peuvent être dites « penser comme des animaux » reste indéterminée ; les animaux non humains, ainsi que les humains, ont évolué selon des spécialisations cognitives qui peuvent, ou peuvent ne pas, partager des caractéristiques avec d'autres espèces.
Dawn Prince-Hughes, diagnostiquée comme ayant le syndrome d'Asperger, décrit ses observations de gorilles dans Songs of the Gorilla Nation.

### Relations à la religion et aux croyances
L'étude de Catherine Caldwell-Harris et al. sur 192 personnes, dont 61 diagnostiquées avec un autisme sans déficience intellectuelle, montre que les personnes autistes sont plus susceptibles que les personnes non-autistes de se déclarer athées ou agnostiques, ou bien, si elles déclarent une religion, de construire leur propre système de croyances religieuses.

## Syndrome d'Asperger et relations interpersonnelles
Les personnes ayant le syndrome d'Asperger peuvent éprouver des difficultés dans leurs capacités à s'engager avec succès dans les relations interpersonnelles.

### Impact social
Le syndrome d'Asperger peut entraîner des difficultés plus ou moins importantes selon les personnes, d'interactions avec les pairs ; elles peuvent être la cible d'intimidations, surtout les enfants à l'école en raison de leur comportement idiosyncrasique, leur langage précis, leurs intérêts inhabituels, et leur altération de la capacité à percevoir et à réagir de manière socialement attendue aux situations, grâce aux indices non verbaux, en particulier lors de conflits interpersonnels, ce qui peut les amener à être rejetées. Elles peuvent aussi interpréter littéralement les choses, ce qui peut leur poser des problèmes pour répondre au sarcasme, aux plaisanteries, ou aux propos métaphoriques. Des difficultés d'interactions sociales peuvent également se manifester par une absence de jeu avec d'autres enfants.
Les difficultés évoquées ci-dessus peuvent même survenir au sein de la famille ; si l'environnement familial n'est pas bienveillant, l'enfant peut être soumis à de la violence psychologique. Un enfant, adolescent ou adulte avec syndrome d'Asperger est souvent surpris par ce mauvais traitement car il ignore ce qu'il a fait de manière incorrecte. Contrairement à d'autres troubles envahissants du développement, la plupart des personnes avec syndrome d'Asperger veulent être sociales, mais ne parviennent pas à se socialiser avec succès, ce qui peut conduire par la suite à du retrait et des comportements asociaux, surtout à l'adolescence. À ce stade de la vie en particulier, elles risquent d'être entraînées dans des amitiés et des groupes sociaux inadéquats et inappropriés. Les gens avec syndrome d'Asperger interagissent souvent mieux avec les personnes beaucoup plus âgées ou plus jeunes qu'elles, plutôt que celles de leur propre groupe d'âge.
Les enfants avec syndrome d'Asperger affichent souvent des compétences avancées pour leur âge dans le langage, la lecture, les mathématiques, les capacités spatiales, et/ou la musique — parfois dans la gamme de la « douance » — mais qui peuvent être contrebalancées par des lacunes considérables dans d'autres aires développementales, comme la communication verbale et non verbale, ou certaines difficultés de coordination motrice. Cette combinaison de traits peut conduire à des problèmes avec les enseignants et d'autres figures d'autorité. Un enfant avec syndrome d'Asperger pourrait être considéré par les enseignants comme un « enfant à problème » ou un « élève médiocre ». La tolérance extrêmement faible de l'enfant pour ce qu'ils perçoivent comme des tâches ordinaires, comme les devoirs de maison, peut facilement devenir frustrante ; un enseignant peut considérer l'enfant arrogant, malveillant et insubordonné. Du manque de soutien et de compréhension de l'anxiété de l'enfant, peut en résulter des comportements problématiques (comme les importantes crises de colère, les explosions violentes et le retrait).
L'embauche des personnes avec syndrome d'Asperger peut être difficile. Les faibles compétences sociales peuvent être susceptibles d'interférer lors de l'entretien – les compétences souvent supérieures des personnes avec syndrome d'Asperger peuvent être négligées en raison de ces conflits avec les recruteurs. Une fois embauchées, elles peuvent encore éprouver des difficultés de communications interpersonnelles.

### Difficultés relationnelles
Deux traits parfois retrouvés chez les individus avec syndrome d'Asperger sont la cécité mentale (incapacité à prédire les croyances et les intentions des autres) et l'alexithymie (incapacité à identifier et interpréter les signaux émotionnels chez soi-même et chez les autres), ce qui réduit la capacité d'être en empathie et en harmonie avec les autres,. L’alexithymie dans le syndrome d'Asperger fonctionne comme une variable indépendante s'appuyant sur différents réseaux neuronaux que ceux impliqués dans la théorie de l'esprit. En fait, le manque de théorie de l'esprit peut résulter du manque d'information disponible à l'esprit, en raison du déficit des opérations alexithymiques.
Un second problème lié à l'alexithymie implique l'incapacité à identifier et moduler les émotions fortes telles que la tristesse ou la colère, ce qui laisse les individus enclins à des « émotions affectives soudaines telles que le cri ou la rage »,,. Selon Tony Attwood, l'incapacité d'exprimer les sentiments en utilisant des mots peut aussi prédisposer l'individu à exécuter des actes physiques pour réguler l'humeur et libérer l'énergie émotionnelle.
Les personnes avec syndrome d'Asperger rapportent une sensation d'être détachées du monde autour d'elles. Elles peuvent avoir de la difficulté à trouver un partenaire de vie ou à se marier en raison de leurs faibles compétences sociales ; la complexité et l’inconsistance du monde social peut leur poser un véritable défi. Au Royaume-Uni, les individus Asperger sont couverts par la loi contre la discrimination du handicap ; ils peuvent bénéficier d'une réparation si un dommage est causé. Le premier cas était Hewett en 2004 (parfois appelé Hewitt) et le second était Isles. La même application aux États-Unis avec la loi américaine concernant les handicaps, amendée en 2008, inclut les troubles du spectre autistique.
L'accent et la tendance intenses à travailler de façon logique confèrent souvent aux personnes avec syndrome d'Asperger un haut niveau de capacités dans leur domaine d'intérêt ; lorsque ces intérêts spéciaux coïncident avec une tâche matériellement ou socialement utile, elle peut mener une carrière rentable et une vie accomplie. L'enfant obsédé par un domaine spécifique peut réussir dans un emploi lié à ce domaine.
Il semble que la dynamique des jeux de rôles soit particulièrement positive et attirante pour les personnes qui sont sur le spectre de l'autisme. Les informations sociales échangées dans ces jeux sont explicites, systématiques et suivent un ensemble de règles abstraites partagées. Baez et al. ont montré que l'interprétation des informations sociales implicites de la vie quotidienne leur est difficile.

## Mouvement pour les droits des personnes autistes

Le symbole de infini aux couleurs de l'arc-en-ciel représente la diversité du spectre de l'autisme, ainsi que le grand mouvement de la neurodiversité. De nombreuses personnes autistes préfèrent ce symbole par rapport à ceux basés sur la pièce de puzzle.

Des travaux sont faits au sein de communauté de l'autisme pour sensibiliser la société, mais la nature même de l'autisme pourrait rendre l'auto-promotion difficile pour les personnes autistes.
Le mouvement pour les droits des personnes autistes encourage les personnes à « embrasser leur neurodiversité » et encourage la société à accepter les autistes tels qu'ils sont. Ils préconisent de donner aux enfants plus d'outils pour faire face au monde non-autiste au lieu d'essayer de les transformer en neurotypiques. Ils disent que la société devrait apprendre à tolérer des comportements inoffensifs tels que les tics et les auto-stimulations comme le battement des mains. Les militants des droits pour les personnes autistes disent que les « tics, tout comme les balancements répétitifs et les explosions violentes » peuvent être gérés si d'autres font un effort pour comprendre les personnes autistes, alors que d'autres traits autistiques « comme la difficulté avec le maintien du contact oculaire, l'humour cupide, ou la rupture des routines », ne nécessiterait pas d'efforts correctifs si les autres étaient plus tolérants.
De nombreuses personnes ne partagent pas les revendications de ce mouvement des droits des personnes autistes, en disant qu'il exagère les possibilités et dons associés à l'autisme, ce qui pourrait compromettre la recherche dans l'autisme et le traitement. De nombreux parents d'enfants autistes disent que la notion de « vie positive avec l'autisme » est peu pertinente pour eux et que les droits sont pour « les autistes de haut-niveau ou les Aspies qui composent ce mouvement. » De nombreux parents disent que la thérapie comportementale fournit de l'aide pour s'occuper des enfants qui sont parfois agressifs et que l'autisme exige l'attention de toute la famille.

### Fierté autiste
La fierté autiste se réfère à la fierté dans l'autisme et au passage des points de vue de « maladie » à « différence ». La fierté autiste souligne le potentiel inné de toutes les expressions phénotypiques humaines et célèbre la diversité des types neurologiques.
La fierté autiste défend plutôt l'idée selon laquelle les personnes autistes ne sont pas endommagées ; elles possèdent plutôt un ensemble unique de caractéristiques qui leur offre de nombreux atouts et défis, contrairement à leurs pairs non-autistes,.
Les méthodes de prise en charge de l'autisme sont des questions controversées et politisées. La « communauté autiste » peut être divisée en plusieurs groupes. Certains cherchent un soin pour l'autisme — parfois nommés pro-guérison — alors que d'autres considèrent que le soin n'est ni nécessaire ni éthique, ou pensent que les conditions de l'autisme ne sont ni nocives, ni préjudiciables. Par exemple, elles peuvent être vues comme une adaptation évolutive vers une niche écologique par certains environnementalistes, et défenseurs plus radicaux des droits pour les personnes autistes.

### Culture autiste et communauté
Avec l'augmentation récente de la reconnaissance de l'autisme et des nouvelles approches pour éduquer et socialiser les personnes autistes, une culture autiste s'est développée. Cette culture revendique que l'autisme soit une façon d'être au monde, et non un trouble à soigner.
De nombreux autistes préfèrent communiquer en ligne qu'en personne, aussi, un nombre important de ressources en ligne sont disponibles. Certains individus autistes apprennent la langue des signes, participent à des sessions de chat en ligne, des forums de discussion, et des sites web, ou utilisent des services de communication à des événements sociaux de la communauté de l'autisme, comme Autreat. L'Internet permet de surpasser les difficultés relatives aux indices non-verbaux et émotionnels qui constituent une difficulté pour les personnes autistes, ; c'est un moyen de communiquer entre individus autistes et de former des communautés en ligne.

### Mondialement
Les personnes autistes peuvent être perçues différemment d'un pays à l'autre. Par exemple, de nombreux Africains ont des croyances spirituelles sur les troubles psychiatriques, ce qui étend les causes perçues de l'autisme. Dans une étude de pédiatres nigériens ou nourrices de services de psychiatrie, 40 % ont cité des causes supranaturelles de l'autisme, tels que des esprits ancestraux ou l'action du diable.

## Événements et reconnaissance publique

### Journée mondiale de l'autisme

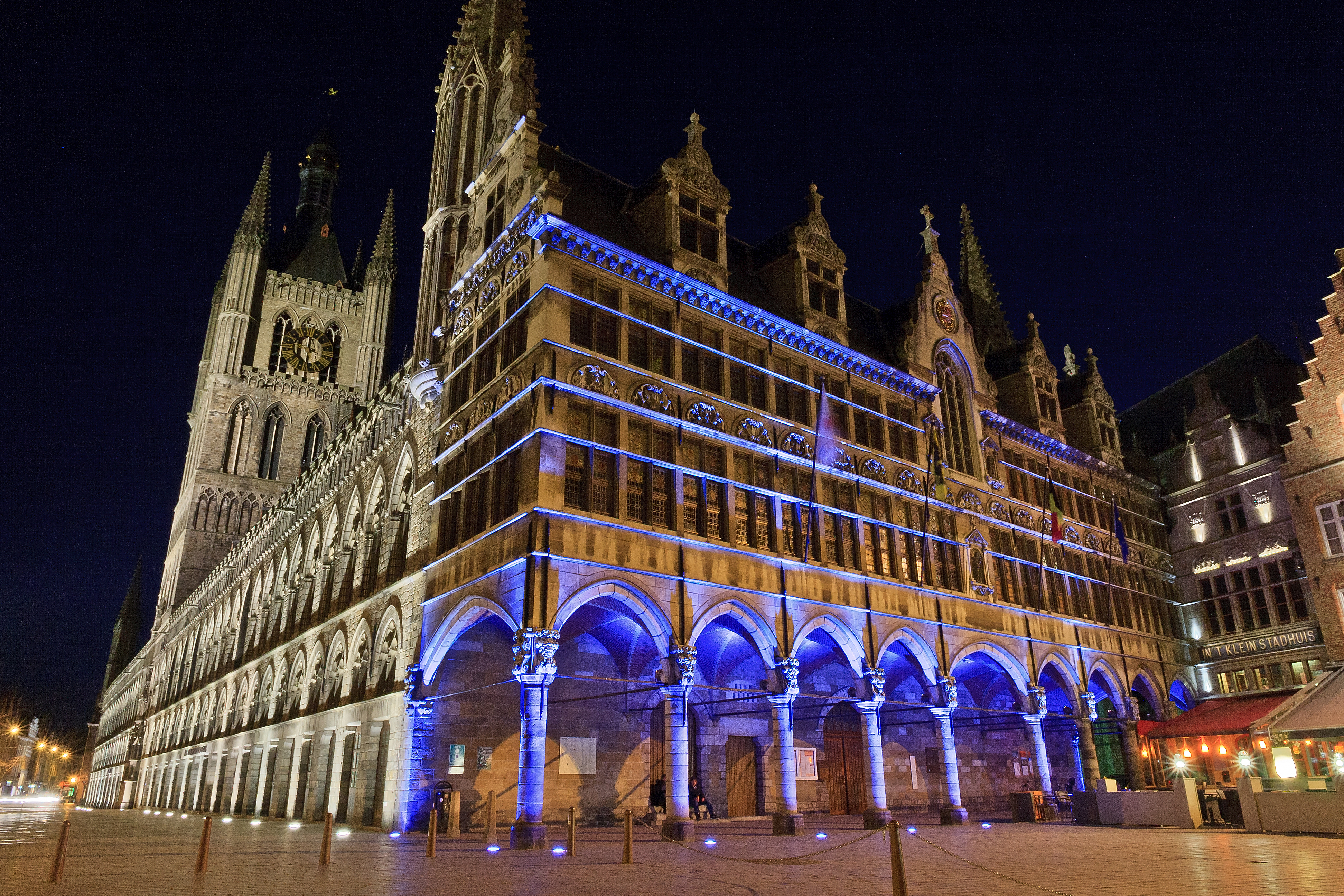
Le 2 avril 2013, les halles aux draps en Belgique étaient éclairées en bleu.

La journée mondiale de l'autisme, aussi appelée la journée mondiale de sensibilisation à l'autisme, est célébrée le 2 avril. Elle a été lancée par l'assemblée générale des Nations Unies à la fin de 2007. Le 2 avril 2009, les militants ont laissé 150 poussettes près de Central Park à New York City pour augmenter la sensibilisation sur le fait qu'un enfant sur 150 est estimé être autiste. Il y a de nombreuses activités de célébrations partout dans le monde le 2 avril. « L'autisme est connu au-delà des frontières, il affecte les individus et les familles sur chaque continent et dans chaque pays », a dit Suzanne Wright, cofondatrice du groupe Autism Speaks. « La célébration de la journée mondiale de sensibilisation à l'autisme est une importante façon d'aider le monde à mieux comprendre la portée de cette crise de santé et la nécessité de la compassion et de l'acceptation de ceux qui vivent avec l'autisme. Cette remarquable journée promet d'être un temps de grand espoir et de joie ; ainsi nous travaillons à construire une communauté globale de l'autisme. »

### Light It Up Blue
En 2010, Autism Speaks a lancé l'initiative Light It Up Blue ; les bâtiments les plus imposants partout dans le monde – incluant l'Empire State Building à New York et la tour CN à Toronto – s'éclairent en bleu pour augmenter la sensibilisation à l'autisme et commémorer la journée mondiale de sensibilisation à l'autisme.

### Dimanche de l'autisme
Le dimanche de l'autisme est un événement mondial, observé le deuxième dimanche du mois de février. Il est supporté par les chefs de file et les organisations religieux à travers le monde. L'événement a commencé par une petite idée lancée lors d'une réunion de militants britanniques de l'autisme, Ivan et Charika Corea. C'est maintenant un grand événement célébré dans de nombreux pays. Le dimanche de l'autisme a été lancé à Londres en 2002 avec un service historique à la cathédrale Saint-Paul.

### Année de sensibilisation à l'autisme

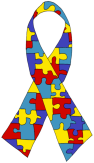
Le ruban de la sensibilisation à l'autisme - non supporté par de nombreuses personnes avec troubles du spectre autistique.

L'année 2002 a été déclarée année de la sensibilisation à l'autisme au Royaume-Uni, et en 2012 en France — l'idée a été initiée par Ivan et Charika Corea, parents d'un enfant autiste, Charin. L'année de la sensibilisation à l'autisme a été guidée par l'institut britannique pour enfants du cerveau endommagé, Disabilities Trust, The Shirley Foundation, National Autistic Society, Autism London et 800 organisations au Royaume-Uni. Elle a eu le soutien personnel du premier ministre Tony Blair. C'était la première fois que le partenariat travaillait sur l'autisme à une échelle aussi importante. L'année 2002 de sensibilisation à l'autisme a permis de sensibiliser aux graves problèmes concernant l'autisme et le syndrome d'Asperger à travers le Royaume-Uni. Une conférence majeure sur l'autisme en 2002 s'est tenue au King's Fund à Londres avec des débats dans la chambre des communes et la chambre des lords à Westminster. Les rubans de sensibilisation à l'autisme ont été utilisés pour marquer cette année.
Les défenseurs britanniques de l'autisme veulent que les personnes autistes soient reconnues comme une minorité plutôt que comme des handicapées, considérant que « les lois sur la discrimination en matière d'invalidité ne protègent pas celles qui ne sont pas handicapées mais qui ont encore quelque chose qui les fait regarder ou agir différemment des autres ». Mais la communauté de l'autisme est divisée sur cette question, et certains points de vue sont radicaux.

### Journée de la fierté autiste
L'Autistic Pride Day est une initiative de l'association Aspies For Freedom, célébrée le 18 juin chaque année. C'est le jour de la célébration de la neurodiversité des personnes avec autisme. Inspiré des événements de la marche des fiertés, leurs efforts sont souvent comparés aux droits civils et aux mouvements sociaux LGBT.

### Journée de la parole autiste
L'Autistics Speaking Day a lieu le 1er novembre et est une campagne de défense faite par les personnes avec autisme pour augmenter la sensibilisation et les obstacles aux stéréotypes négatifs sur l'autisme en partageant notamment leurs histoires. La première journée s'est tenue en 2010. Selon l'une des fondateurs, Corina Becker, le principal objectif de cette journée est de « faire prendre conscience de nos difficultés tout en partageant nos forces, nos passions, et nos intérêts. » L'idée pour l'événement s'est développée en opposition à « Communication Shutdown », une campagne conduite par Autism Speaks, qui a demandé aux participants de "simuler" le fait d'être autiste en restant à l'écart de toutes formes de communication en ligne pour une journée.

### Projet d'acceptation de l'autisme
En 2006, le projet d'acceptation de l'autisme a été fondé par Estée Klar, la mère d'un enfant autiste, avec l'aide d'un conseiller autiste. La mission du projet est « le projet de l'acceptation de l'autisme est dédié à promouvoir l'acceptation et les accommodations pour les personnes autistes dans la société ». Le projet est principalement supporté par des personnes autistes et leurs supporters. Le but est de créer une perspective positive de l'autisme et d'accepter l'autisme comme une partie de la vie avec ses essais et tribulations. Le projet travaille aussi pour permettre aux personnes autistes de gagner le droit de se défendre elles-mêmes dans toute format de décision politique du gouvernement à un comité général. En fournissant une abondance de ressources, le projet est en mesure d'atteindre une multitude d'audiences en utilisant un site web en parallèle des conférences et des expositions.

### Journée de l'acceptation de l'autisme
En 2011, la première célébration de la journée de l'acceptation de l'autisme a été organisée par Paula Durbin Westby, en réponse à la campagne traditionnelle « Sensibilisation à l'autisme », que la communauté autiste avait trouvée préjudiciable et insuffisante,; la journée de l'acceptation de l'autisme est maintenant célébrée chaque mois d'avril. La « sensibilisation » se focalise sur l'information aux autres de l'existence de l'autisme alors que « l'acceptation » pousse vers la validation et l'honneur de la communauté autiste. En fournissant des outils et du matériel éducationnel, les personnes sont encouragées à embrasser les défis auxquels les personnes autistes font face et à célébrer leurs forces. Au lieu d'encourager des personnes à porter du bleu comme la journée de sensibilisation à l'autisme le fait, la journée d'acceptation de l'autisme encourage à porter du rouge.

### Autreat
À Autreat — un rassemblement annuel — les participants comparent leur mouvement au mouvement des militants des droits gays, ou la culture sourde, où le langage des signes est préféré à la chirurgie qui pourrait restaurer l'audition. Une autre organisation locale a aussi surgit ; par exemple, une contre-partie européenne, Autscape, a été créée aux alentours de 2005.

### Twainbow
Twainbow est une association de défense qui fournit de l'éducation, de la sensibilisation et du soutien aux personnes autistes qui sont  lesbiennes/gay/bisexuelles/transgenres (LGBT). Selon ses fondateurs, « Twainbow est un porte-manteau de « twain » (signifiant « two », en français « deux ») et « rainbow » (signifiant « arc-en-ciel » en français). Les personnes qui sont à la fois LGBT et autistes vivent sous deux arcs-en-ciel — le drapeau arc-en-ciel et le spectre de l'autisme ». L'association a aussi introduit un drapeau de la fierté LGBT et de l'autisme qui représente la population,.

## Bourse d'études
Les troubles du spectre autistiques ont reçu une attention croissante des universitaires des sciences sociales au début des années 2000, avec l'objectif d'améliorer les services de soutien et les thérapies, arguant que l'autisme devrait être toléré comme une différence, non comme un trouble, et par la façon dont l'autisme affecte la définition de la personnalité et de l'identité. La recherche sociologique a aussi investigué la façon dont les institutions sociales, particulièrement les familles, faisaient face aux défis associés à l'autisme.

## Représentations médiatiques
Une grande partie de la perception publique de l'autisme repose sur ses représentations dans les biographies, les films, les romans et les séries télévisées. Beaucoup de ces représentations sont inexactes et ont contribué à la perception erronée du public sur ce qu'est l'autisme par rapport à sa réalité clinique. Par exemple, dans le film de 2005 Crazy in love, la scène d'ouverture donne quatre indices qui sous-entendent que le personnage a le syndrome d'Asperger, et deux de ces indices concernent les compétences extraordinaires du savant. Les compétences du savant ne sont pas nécessaires dans le film, or dans le cinéma, les compétences savantes sont devenues un stéréotype du spectre de l'autisme, en raison de l'affirmation incorrecte selon laquelle la plupart des personnes autistes sont des savantes.
Certains travaux des années 1970 contiennent des personnages autistes qui sont rarement étiquetés comme tels[Lequel ?]. Par contre, dans les mini séries télévisuelles de 2013 de la BBC2, Le Mari de la ministre, l'impact du syndrome d'Asperger de Noah Hoynes sur le comportement du garçon et sur sa famille, et les démarches que les proches de Noah prennent pour l'accommoder et l'aborder, sont des points d'intrigue importants dans les trois épisodes.
Les médias de masse ont commencé à représenter l'autisme sous un jour meilleur malgré la controverse sur les vaccinations, et ont représenté les talents spéciaux de certains enfants autistes, notamment leurs capacités exceptionnelles comme dans le film Rain Man de 1988.
Depuis les années 1970, des représentations fictionnelles de personnes avec autisme, syndrome d'Asperger, et autres conditions sur le spectre de l'autisme sont devenues plus fréquentes. La perception publique de l'autisme est souvent basée sur ces représentations fictionnelles dans les romans, les biographies, les films et les séries télévisuelles. Ces représentations de l'autisme dans les médias sont de nos jours plus souvent réalisées d'une façon qui attire la compassion du public en se souciant davantage du sujet ; leur point de vue n'étant jamais montré, le public est laissé sans connaissance de l'autisme et de son diagnostic. Les représentations dans les médias des personnages avec des habiletés atypiques (par exemple, la capacité à multiplier beaucoup de chiffres sans calculette) peuvent être mal interprétées par les spectateurs qui pourrait penser qu'il s'agit de représentations précises de tous les autistes et de l'autisme en lui-même.

## Individus notables
Certaines figures notables telles que Temple Grandin, inventrice d'un système d'alimentation animal et écrivaine, et Tim Page, un critique récompensé par le prix Pulitzer et écrivain, sont autistes.
On a publié de nombreux diagnostics rétrospectifs et spéculatifs d'autisme de personnages historiques, qui ont peut-être eu des troubles du spectre autistique, comme Henry Cavendish, l'un des scientifiques les plus influents, qui pourrait avoir été autiste. George Wilson, un chimiste notable et physicien, a écrit un livre sur Cavendish intituléThe Life of the Honourable Henry Cavendish (1851), qui fournit une description détaillée qui indique que Cavendish peut avoir manifesté de nombreux signes classiques d'autisme,,,. Fred Volkmar, un psychiatre et expert de l'autisme au Centre d'étude de Yale, est sceptique ; il dit : « il y a, malheureusement, une sorte d'industrie artisanale à trouver que tout le monde est Asperger. »